# Günther Sabetzki
Günther Sabetzki (* 4. Juni 1915 in Düsseldorf; † 22. Juni 2000 ebenda) war ein deutscher Eissportoffizieller, Kaufmann, Volkswirt, Journalist und Verleger. Er war Präsident des Deutschen Eishockey-Bundes und der Internationalen Eishockey-Föderation. Seit 1995 ist er Mitglied in der Hockey Hall of Fame.

## Leben
Nachdem Günther Sabetzki am Scharnhorst-Gymnasium sein Abitur bestanden hatte, machte er eine kaufmännische Lehre beim Klöckner-Eisenhandel in Düsseldorf. Des Weiteren studierte er an den Universitäten München und Köln Volkswirtschaft. Nachdem er Diplom-Volkswirt war, promovierte er zum Dr. rer. pol. in Köln.
Ab 1936 arbeitete er als freier Journalist. Zwischen 1940 und 1943 arbeitete er als Wirtschaftsredakteur bei der Frankfurter Zeitung. 1944 und 1945 war er Verbandsgeschäftsführer Feinblechverpackung. Bis 1951 war er beim Rhein-Echo als Redakteur. Anschließend bis 1970 Geschäftsführer des Pressebüros Roebel.
1958 wurde er erstmals zum Vorsitzenden des Eissport Verbands Nordrhein-Westfalen gewählt. Er hatte dieses Amt bis 1995 inne. Bei der Gründung des Deutschen Eishockey-Bundes (DEB) am 16. Juni 1963 war er Gründungsmitglied und wurde zusammen mit Ludwig Zametzer zum ersten Präsidenten (im ersten Jahr gab es zwei gleichberechtigte Präsidenten) gewählt. Von 1964 bis 1984 war er Vizepräsident des DEB.
1970 war er Gründer und Geschäftsführer (bis 1990) von Global Press Nachrichtenagentur und Informationsdienste GmbH mit Sitz in Düsseldorf.
Im Juli 1975 wurde er in Gstaad als Nachfolger von John Ahearne zum ersten deutschen Präsidenten der Internationalen Eishockey-Föderation (IIHF) gewählt. Nachdem er 1994 beim Kongress in Venedig vom Amt des IIHF-Präsidenten zurückgetreten war, ernannte ihn die IIHF zum Ehrenpräsidenten und er wurde in die Hockey Hall of Fame in Toronto (1995) sowie in die IIHF Hall of Fame (1997) aufgenommen.
In seiner Zeit als IIHF-Präsident holte er die kanadischen Profis zu den Weltmeisterschaften zurück. Dem Weltverband gab er durch Sponsorenaktivitäten eine wirtschaftliche Grundlage und modernisierte ihn. Des Weiteren unterstützte er die Nachwuchsarbeit und förderte die kleinen Nationen. Den Europäern ermöglichte er die Teilnahme am Canada Cup.
1982 war er zusammen mit Wolfgang Sorge maßgeblich an der Gründung der ersten Fraueneishockeyliga Deutschlands beteiligt.
1988 war er Mitbegründer der Hall of Fame Deutschland, in der er auch Mitglied ist.
Außerdem war Sabetzki aktiver Hockey-Spieler und Repräsentativspieler Rheinland und Hessen im Hockey.
Am 22. Juni 2000 verstarb Sabetzki in seiner Heimatstadt Düsseldorf.

## Auszeichnungen und Ehrungen
- 1979 Österreichische Olympiamedaille
- 1980 Goldenes Ehrenzeichen für Verdienste um die Republik Österreich
- 1981 Bundesverdienstkreuz
- 1983 Bundesverdienstkreuz 1. Klasse
- 1985 Großes Bundesverdienstkreuz
- 1985 Olympischer Orden IOC
- 1991 Sportplakette des Landes Nordrhein-Westfalen
- 1989 Große Verdienstmedaille in Gold des Schwedischen Eishockeyverbandes
- 1989 Goldene Ehrennadel des Finnischen Eishockeyverbandes
- 1989 Goldene Ehrennadel mit Brillanten des Deutschen Eishockey-Bundes
- 1989 Ehrenmitglied Niederländischer Eishockeybund
- 1989 Players Union Toronto
- 1994 IIHF-Ehrenpräsident
- 1995 Aufnahme in die Hockey Hall of Fame in Toronto
- 1997 Aufnahme in die IIHF Hall of Fame